# سفارة جامايكا في مصر
سفارة جامايكا لدى مصر هي الممثلية الدبلوماسية العليا لدولة جامايكا لدى جمهورية مصر العربية. 14 شارع بهجت على , الزمالك , القاهرة، 

## السفارة
14 شارع بهجت على , الزمالك , القاهرة ·

## اقرأ أيضا
- قائمة البعثات الديبلوماسية في مصر
- وزارة الخارجية المصرية
- قائمة رحلات عبد الفتاح السيسي الخارجية في الفترة الرئاسية الأولى
- قائمة رحلات عبد الفتاح السيسي الخارجية في الفترة الرئاسية الثانية
- قائمة رحلات عدلي منصور الرئاسية الخارجية